# Melitoxestis centrotypa
Melitoxestis centrotypa är en fjärilsart som beskrevs av Edward Meyrick 1921. Melitoxestis centrotypa ingår i släktet Melitoxestis och familjen stävmalar. Inga underarter finns listade i Catalogue of Life.